# ورنس جرکی
ورنس جرکی (به فرانسوی: Varennes-Jarcy) یک کمون در فرانسه است که در Canton of Épinay-sous-Sénart واقع شده‌است.

## خصوصیات
ورنس جرکی ۵٫۴۸ کیلومترمربع مساحت و ۲٬۳۴۰ نفر جمعیت دارد.